# كيوهي هوريكاوا
كيوهي هوريكاوا (باليابانية: 堀川 恭平) (مواليد 18 سبتمبر 1986)، هو لاعب كرة قدم كان يلعب كمهاجم.

## وصلات خارجية
- كيوهي هوريكاوا على موقع قاعدة بيانات كرة القدم.إي يو (الإنجليزية)
- كيوهي هوريكاوا على موقع عالم كرة القدم.نت (الإنجليزية)